# Ottone di Lippe-Brake
Ottone di Lippe-Brake (Detmold, 21 dicembre 1589 – Blomberg, 18 novembre 1657) fu il primo conte regnante di Lippe-Brake.

## Vita
Ottone nacque il 21 dicembre 1589 come figlio del conte Simone VI e di sua moglie, Elisabetta di Holstein-Schaumburg.
Quando suo padre morì nel 1613, suo fratello maggiore Simone VII assunse il governo del paese, mentre il più giovane dei fratelli Filippo I si trasferì a Bückeburg, dove in seguito fondò il ramo di Schaumburg-Lippe. Nel 1621, il paese fu diviso nuovamente, e Ottone ricevette una sua propria parte fondando il ramo di Lippe-Brake, che si sarebbe estinto nel 1709.
Ottone morì il 18 novembre 1657 a Blomberg.

## Matrimonio e figli
Il 30 ottobre 1626, sposò Margherita (1606-1661), una figlia del conte Giorgio di Nassau-Dillenburg, da cui ebbe i seguenti figli:
- Casimiro (1627-1700),

sposò nel 1663 la contessa Amalia di Sayn-Wittgenstein-Homburg (1642-1683)
- Amalia (1629-1676),

sposò il conte Ermanno Adolfo di Lippe-Detmold (1616-1666)
- Sabina (1631-1684)
- Dorotea (1633-1706),

sposò nel 1665 il conte Giovanni di Kunowitz (1624-1700)
- Guglielmo (1634-1690),

sposò nel 1667 la contessa Luisa Margherita di Bentheim-Tecklenburg
- Maurizio (1635-1666)
- Federico (1638-1684),

sposò nel 1674 la principessa Sofia Luisa di Schleswig-Holstein-Sonderburg-Beck (1650-1714)
- Ottilia (1639-1680),

sposò nel 1667 il duca Federico di Löwenstein-Wertheim-Virneburg (1629-1683)
- Giorgio (1642-1703),

sposò nel 1691 Marie Sauermann († 1696)
- Augusto (1643-1701)

## Ascendenza
|                                            |   |                                 | Genitori               |  |  | Nonni |  |  | Bisnonni          |  |  | Trisnonni             |  |
|                                            |   |                                 |                        |  |  |       |  |  | Simone V di Lippe |  |  | Bernardo VII di Lippe |  |
|                                            |   |                                 |                        |  |  |       |  |  | Simone V di Lippe |  |  | Bernardo VII di Lippe |  |
|                                            |   | Anna di Holstein-Pinneberg      |                        |  |  |       |  |  | Simone V di Lippe |  |  |                       |  |
| Bernardo VIII di Lippe                     |   |                                 |                        |  |  |       |  |  | Simone V di Lippe |  |  |                       |  |
|                                            |   | Maddalena di Mansfeld-Mittelort | …                      |  |  |       |  |  |                   |  |  |                       |  |
|                                            |   | Maddalena di Mansfeld-Mittelort | …                      |  |  |       |  |  |                   |  |  |                       |  |
|                                            |   | Maddalena di Mansfeld-Mittelort | …                      |  |  |       |  |  |                   |  |  |                       |  |
| Simone VI di Lippe                         |   | Maddalena di Mansfeld-Mittelort |                        |  |  |       |  |  |                   |  |  |                       |  |
|                                            |   | Filippo III di Waldeck          | Filippo II di Waldeck  |  |  |       |  |  |                   |  |  |                       |  |
|                                            |   | Filippo III di Waldeck          | Filippo II di Waldeck  |  |  |       |  |  |                   |  |  |                       |  |
|                                            |   | Filippo III di Waldeck          | Caterina di Solms-Lich |  |  |       |  |  |                   |  |  |                       |  |
| Caterina di Waldeck-Eisenberg              |   | Filippo III di Waldeck          |                        |  |  |       |  |  |                   |  |  |                       |  |
|                                            |   | Anna di Kleve                   | Giovanni II di Kleve   |  |  |       |  |  |                   |  |  |                       |  |
|                                            |   | Anna di Kleve                   | Giovanni II di Kleve   |  |  |       |  |  |                   |  |  |                       |  |
|                                            |   | Anna di Kleve                   | Matilde d'Assia        |  |  |       |  |  |                   |  |  |                       |  |
| Ottone di Lippe-Brake                      |   | Anna di Kleve                   |                        |  |  |       |  |  |                   |  |  |                       |  |
|                                            | … | …                               |                        |  |  |       |  |  |                   |  |  |                       |  |
|                                            | … | …                               |                        |  |  |       |  |  |                   |  |  |                       |  |
|                                            | … | …                               |                        |  |  |       |  |  |                   |  |  |                       |  |
| Ottone IV di Schaumburg-Holstein-Pinneberg | … |                                 |                        |  |  |       |  |  |                   |  |  |                       |  |
|                                            |   | …                               | …                      |  |  |       |  |  |                   |  |  |                       |  |
|                                            |   | …                               | …                      |  |  |       |  |  |                   |  |  |                       |  |
|                                            |   | …                               | …                      |  |  |       |  |  |                   |  |  |                       |  |
| Elisabetta di Holstein-Schaumburg          |   | …                               |                        |  |  |       |  |  |                   |  |  |                       |  |
|                                            |   | …                               | …                      |  |  |       |  |  |                   |  |  |                       |  |
|                                            |   | …                               | …                      |  |  |       |  |  |                   |  |  |                       |  |
|                                            |   | …                               | …                      |  |  |       |  |  |                   |  |  |                       |  |
| …                                          |   | …                               |                        |  |  |       |  |  |                   |  |  |                       |  |
|                                            |   | …                               | …                      |  |  |       |  |  |                   |  |  |                       |  |
|                                            |   | …                               | …                      |  |  |       |  |  |                   |  |  |                       |  |
|                                            |   | …                               | …                      |  |  |       |  |  |                   |  |  |                       |  |
|                                            |   | …                               |                        |  |  |       |  |  |                   |  |  |                       |  |